# Lucia Moholy
Lucia Moholy, née Lucia Schulz le 18 janvier 1894 à Prague et morte le 17 mai 1989 à Zurich, est une photographe originaire d'Autriche-Hongrie, dans l'actuelle République tchèque.
Sa photographie documente l'architecture et les créations artistiques de l'école du Bauhaus et permet au public de découvrir ses travaux après la Seconde Guerre mondiale.
Victime de l'effet Matilda, la photographe est rarement créditée pour son travail, qui est principalement attribué à son époux László Moholy-Nagy ou à Walter Gropius, fondateur du Bauhaus.
La fascination visuelle exercée par ses images fait de Lucia Moholy une icône de la Nouvelle Objectivité et de la photographie moderne.

## Biographie
Lucia Schulz grandit au sein d'une famille juive non pratiquante, dans une « enclave germanophone » de Prague où son père est juriste, dans la partie autrichienne de l'Autriche-Hongrie. Elle a un frère, Franz.
La lecture de ses journaux intimes écrits dans son adolescence montre qu'elle correspond alors en anglais avec des Américains et qu'elle lit Thomas Mann et Léon Tolstoï.
En 1912, Lucia Schulz obtient le titre de professeure d'allemand et d'anglais, avant de poursuivre ses études de philosophie, philologie et d'histoire de l'art à l'Université de Prague.
Elle commence à travailler vraisemblablement dans le cabinet d’avocat de son père, à Prague. Elle déménage ensuite en Allemagne, où elle est critique de théâtre pour un journal à Wiesbaden, avant de se rendre à Leipzig. De 1915 à 1918, elle travaille comme rédactrice et éditrice pour plusieurs maisons d'édition allemandes dont Hyperion et Kurt Wolff à Berlin. En 1920, Schulz devient rédactrice en chef de la maison d'édition Rowohlt toujours à Berlin.
À partir de 1919, elle publie de la littérature expressionniste radicale sous le pseudonyme masculin d'Ulrich Steffen. La même année, elle s'installe dans la Barkenhoff d'Heinrich Vogeler à Worpswede près de Brême.

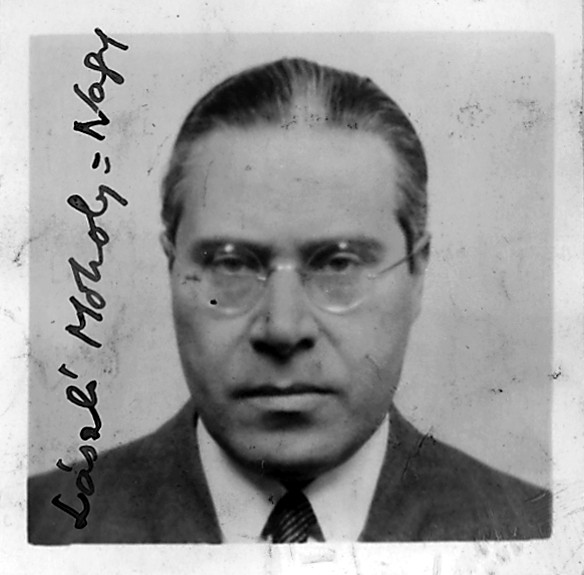
Laszlo Moholy-Nagy (1938)

Elle rencontre en 1920 l'artiste hongrois sans le sou László Moholy-Nagy (1895–1946) qu'elle épouse le jour de son 27e anniversaire en janvier 1921, qui lui-même deviendra un maître du Bauhaus,.
Financièrement, le jeune couple est soutenu par Lucia Moholy pendant plusieurs années. Il s'installe d'abord à Leipzig puis durant près de cinq années à l'école du Bauhaus à Dessau, où Lucia Moholy explore ses affinités avec la photographie expérimentale et travaille dans l'ombre de son époux,.
Les journaux intimes de l'artiste décrivent son sentiment de mécontentement et de mal-être dans cette ville, que son époux ne partage pas. Le couple se sépare en 1929, un an après avoir quitté Dessau, bien que le divorce ne soit prononcé qu'en 1934,.

### Bauhaus etNouvelle objectivité

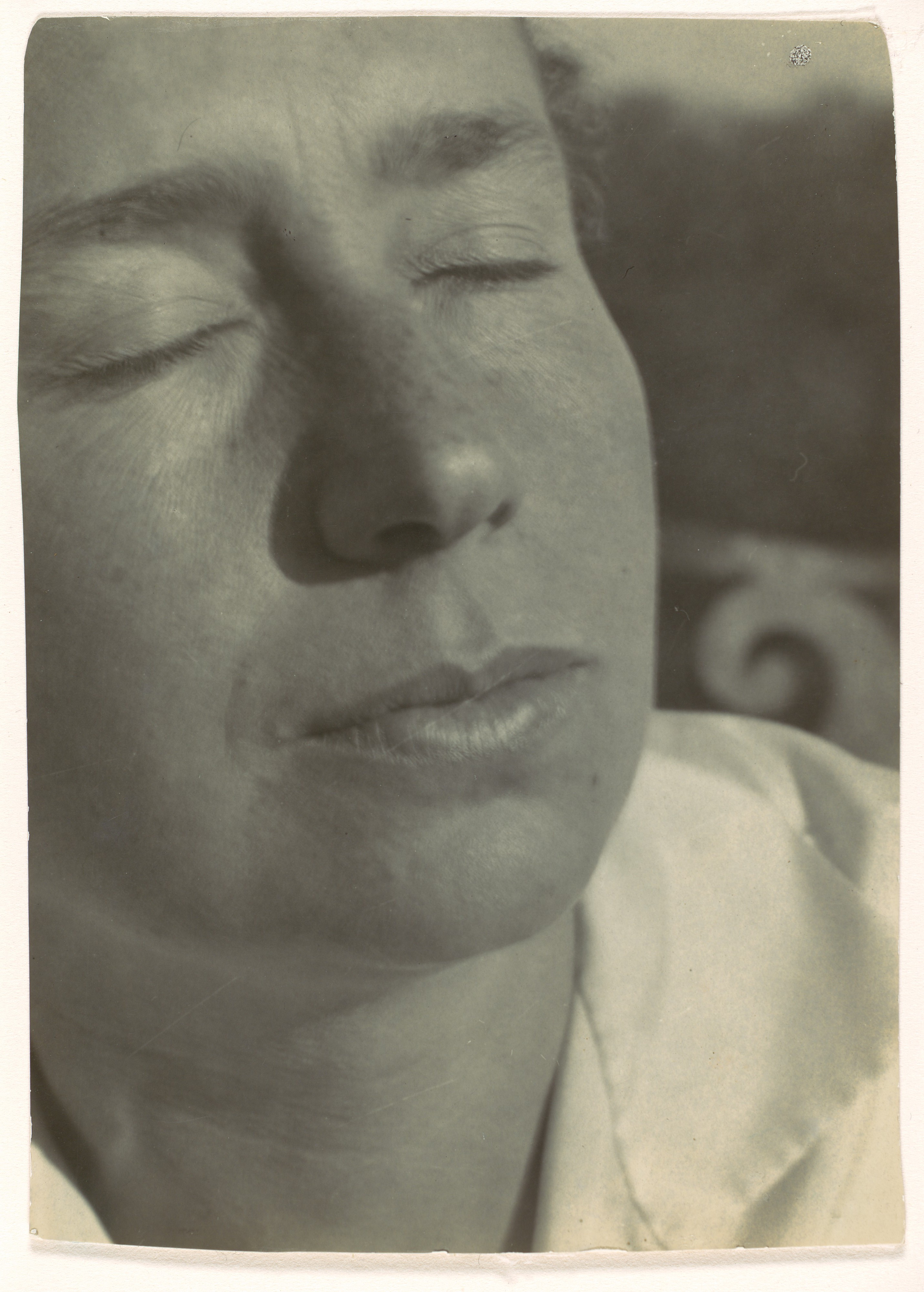
Lucia Moholy (années 1920)

En 1923, alors que László Moholy-Nagy, qui a obtenu un poste d’enseignant à l'école d’architecture et d’arts appliqués fondée plus tôt à Weimar, devient l'une des figures référentes du Bauhaus, Lucia Moholy est technicienne de chambre noire dans son laboratoire et devient sa principale collaboratrice. Elle est également élève du studio de photographie d'Otto Eckner au Bauhaus.
En 1925, Lucia Moholy participe à l'exposition historique « Film und Foto » de Stuttgart, qui présente des artistes travaillant dans l'esthétique New Vision (Precisionisme) et Nouvelle objectivité, la volonté de représenter le réel avec précision et sans fard, qu'illustre Moholy,,.
De 1923 à 1925, elle œuvre comme photographe indépendante au Bauhaus de Weimar. Elle occupe le même poste au Bauhaus Dessau de 1925 à 1928.

De 1925 à 1926, elle étudie les techniques photographiques et d'impression à l'Académie des arts visuels de Leipzig (Hochschule für Grafik und Buchkunst Leipzig), d'où elle sort avec un diplôme de photographe qualifiée. 

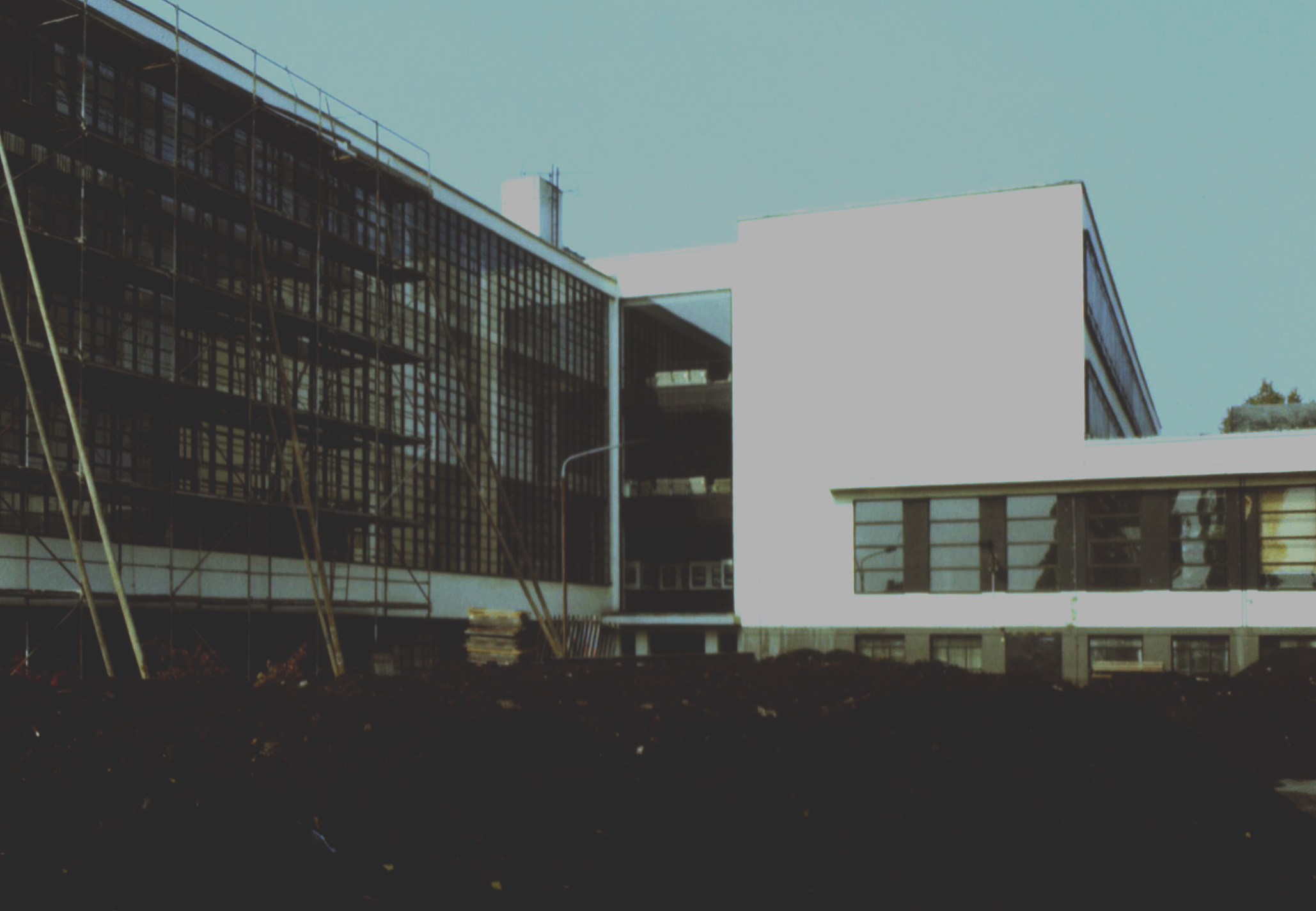
L'immeuble Bauhaus de Dessau en 1986.

L'artiste documente l'intérieur et l'extérieur de l'architecture du bâtiment Bauhaus, ses installations, ainsi que les étudiants et les enseignants,. Ses choix esthétiques font partie du Neue Sachlichkeit (Nouvelle objectivité) qui se concentre sur la documentation d'un point de vue simple. Ses photographies du Bauhaus, des maisons de maîtres et de la gamme des objets des ateliers du Bauhaus ont durablement façonné l'image et l'identité de l'école d'art.
Elle expérimente différents processus dont le photogramme – une image photographique obtenue sans appareil. Dans de nombreuses publications, l'ensemble des œuvres produites du couple sont attribuées à László Moholy-Nagy,. En 1925, l'ouvrage commun Malerei, Photografie, Film est également publié sous le seul nom de son mari,,.
Après avoir quitté avec son mari le Bauhaus en 1928 (fermé par les nazis en 1933), elle travaille pour Mauritius, la plus grande agence photographique d’Allemagne, et participe à l'exposition du Deutscher Werkbund (Fédération du travail allemand), Film und Foto à Stuttgart en 1929. L’événement présente des artistes travaillant dans l'esthétique de la New Vision.
La même année, elle se sépare de László Moholy-Nagy.

### Seconde Guerre mondiale

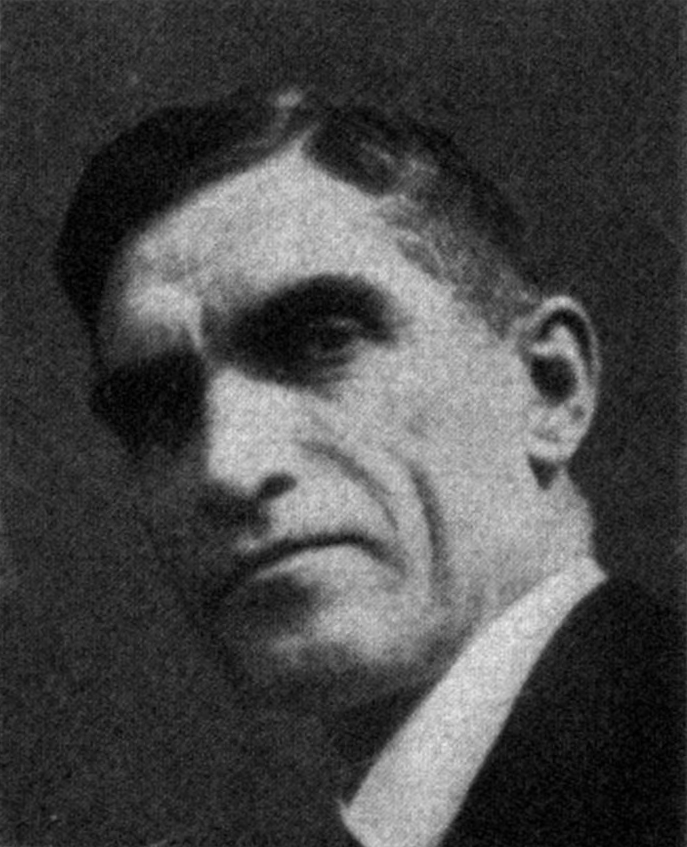
Theodor Neubauer (1930)

Lucia Moholy enseigne la photographie dans une école d'art privée à Berlin dirigée par le peintre suisse Johannes Itten. En 1933, lorsque le Parti national-socialiste des travailleurs allemands (SS) arrive au pouvoir, son conjoint de l'époque, Theodor Neubauer (1890-1945), un député communiste et résistant, est arrêté dans son appartement un jour où elle est sortie. Elle est contrainte d'émigrer et laisse l'ensemble de ses œuvres à Berlin, y compris les négatifs de ses photographies du Bauhaus,. Sa collection de négatifs sur plaques de verre confiée à László Moholy-Nagy, sera ensuite déposée chez Walter Gropius, avant la fuite de son ex-mari en Amérique.
Elle part à Prague où elle s'installe un temps avec sa famille, puis s'enfuit pour la Suisse, l'Autriche et Paris, avant de finalement s'installer à Londres.

#### Londres (1933–1959)

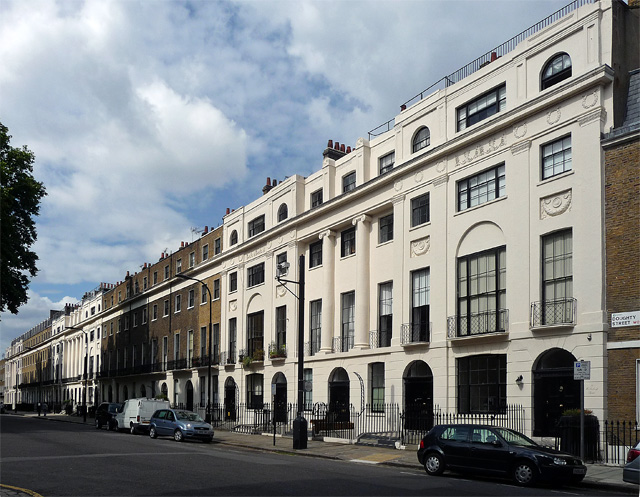
Mecklenburgh Square, résidence à Londres de Lucia Moholy.

Arrivée en Angleterre en juin 1934, elle y établit sa maison et son studio au 39 Mecklenburgh Square, dans le Bloomsbury de Londres. Elle se concentre sur la photographie commerciale, le portrait et l'enseignement.
Elle est l'auteure de A Hundred Years of Photography, 1839-1939, ouvrage rédigé en anglais qui relate avec précision l'histoire du médium,.
Elle est également à l'origine d'une opération sur microfilm basée à la London Science Museum Library, pour l'Association des bibliothèques spéciales et des bureaux d'information (Aslib). Le processus vise à réduire l'échelle des documents photographiques et de les conserver dans les archives de la London Science Museum Library.

### Après la guerre
Après la fin de la Seconde Guerre mondiale, Lucia Moholy tente d'émigrer aux États-Unis. La documentation de sa demande comprend une lettre de son frère, Franz, qui y réussissait sa carrière et proposait de la soutenir. Son ex-mari Moholy-Nagy lui offrait également un poste de professeur de photographie à Chicago. Sa demande de « visa non quota en tant que professeur » est cependant refusée en 1940, au motif qu'elle « manquait d'expérience dans l'enseignement ».

#### Proche et Moyen-Orient
De 1946 à 1957, immédiatement après la guerre, elle se rend au Proche et au Moyen-Orient dans le cadre de projets mis en place par l'Organisation des Nations unies pour l'éducation, la science et la culture (UNESCO). Lucia Moholy réalise des processus de reproduction photographique de matériel graphique et des films documentaires.

#### Suisse (1959–1989)
En 1959, elle déménage à Zollikon, en Suisse, où elle écrit sur la période du Bauhaus et se concentre sur la critique d'art. Elle anime également des conférences.

## Reconnaissance
Bien que ses images aient été utilisées pour le marketing et les catalogues de vente de l'école du Bauhaus, ainsi que dans des ouvrages qu'elle a elle-même édités sur le mouvement, son travail lui est rarement publiquement attribué,. 

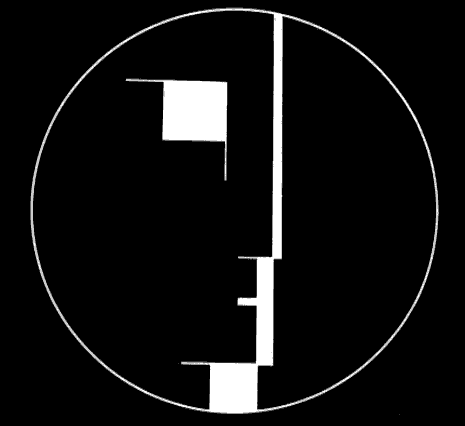
Logo du Bauhaus, créé en 1922 par Oskar Schlemmer.

Ayant tout abandonné lors de sa fuite du régime nazi, dans les années 1930, ses films sont toutefois conservés par Walter Gropius, fondateur du Bauhaus. Pendant son séjour à Londres, l'intérêt et la notoriété du Bauhaus augmentent et de nombreux catalogues du Bauhaus sont édités avec ses images perdues, sans la citer,.
En 1938, lors d'une rétrospective sur le Bauhaus au Musée d'Art Moderne (MoMA), Walter Gropius utilise près de cinquante photographies de Lucia Moholy pour la mise en place de l'exposition et du catalogue qui l'accompagne sans la citer une seule fois,,. La photographe lésée démarche à plusieurs reprises Walter Gropius, celui qu’elle considérait comme un ami, pour réclamer ses œuvres picturales, sans succès. Elle engage alors un avocat à la suite de la dépossession de son travail, qu'elle ne retrouve qu'en partie dans les années 1960,,.
En 1972, elle publie Moholy-Nagy Notes comme une dernière tentative, afin de récupérer le droit des images éditées sans sa permission ainsi que de son travail effectué dans l’ombre auprès de son ex-mari,.
Victime de l'effet Matilda en étant longtemps dépossédée de son œuvre au profit d'hommes, la photographe gagne son procès contre le maître Gropius et n’accède à la reconnaissance qu’à un âge avancé.
Après sa mort en 1989, sa collection de négatifs est donnée aux archives du Bauhaus à Berlin,. De nos jours encore, « certaines publications continuent de ne pas lui attribuer la maternité de ses œuvres ».

## Publications
- A Hundred Years of Photography : 1839-1939, Lucia Moholy, Pelican, Penguin Books Limited, 182p, 1939, ASIN B000ZK32N2

## Expositions
- 21 octobre 2016 -  22 janvier 2017 : Lucia Moholy, cent ans après, Musée San Telmo, Saint-Sébastien, Espagne[24]

### Émission
- [(fr) Cherchez la femme ! (23/30) Lucia Moholy - L'architecture et le design au 20e siècle (page consultée le 17 janvier 2023)], série en stop motion de Julie Gavras (2021), Arte, durée 0 h 4.